# 拜爾揚
32°50′N 3°46′E / 32.833°N 3.767°E

拜爾揚（阿拉伯语：‎），是阿爾及利亞的城鎮，位於該國中部，由蓋爾達耶省負責管轄，是拜爾揚區的首府，面積2平方公里，海拔高度539米，2008年人口30,200，人口密度每平方公里13,422人。